# Radiola (álbum)
Radiola é uma coletânea musical da banda brasileira Skank, lançado em 2004. O álbum possui oito hits dos álbuns Maquinarama e Cosmotron, e quatro canções novas: uma regravação de "Vamos Fugir", de Gilberto Gil, feita para a campanha de verão das sandálias Rider; um cover de "I Want You, de Bob Dylan (mesma canção que inspirou "Tanto", do álbum Skank), gravada no final de 1999 para um tributo a Bob Dylan que nunca chegou a ser lançado; e as composições próprias "Onde Estão?" e "Um Mais Um". Radiola vendeu 210.000 cópias. Foi lançado na Espanha com quatro faixas bônus, sendo elas "Resposta", "É Uma Partida de Futebol", "Garota Nacional" e "Supernova".

## Faixas
| N.º | Título                      | Compositor(es)                     | Álbum de origem    | Duração |  |
| 1.  | "Um Mais Um"                | Samuel Rosa, Rodrigo F. Leão       |                    | 6:26    |  |
| 2.  | "Três Lados"                | Samuel Rosa, Chico Amaral          | Maquinarama (2000) | 3:53    |  |
| 3.  | "Vou Deixar"                | Samuel Rosa, Chico Amaral          | Cosmotron (2003)   | 4:31    |  |
| 4.  | "Amores Imperfeitos"        | Samuel Rosa, Chico Amaral          | Cosmotron (2003)   | 4:10    |  |
| 5.  | "Vamos Fugir"               | Gilberto Gil, Liminha              |                    | 4:00    |  |
| 6.  | "Balada do Amor Inabalável" | Samuel Rosa, Fausto Fawcett        | Maquinarama (2000) | 3:57    |  |
| 7.  | "Dois Rios"                 | Samuel Rosa, Lô Borges, Nando Reis | Cosmotron (2003)   | 4:41    |  |
| 8.  | "Onde Estão?"               | Samuel Rosa, Nando Reis            |                    | 4:03    |  |
| 9.  | "Ali"                       | Samuel Rosa, Nando Reis            | Maquinarama (2000) | 5:04    |  |
| 10. | "Formato Mínimo"            | Samuel Rosa, Rodrigo F. Leão       | Cosmotron (2003)   | 5:11    |  |
| 11. | "Canção Noturna"            | Lelo Zaneti, Chico Amaral          | Maquinarama (2000) | 3:56    |  |
| 12. | "I Want You"                | Bob Dylan                          |                    | 5:03    |  |

| Radiola – Edição Espanha |                             |                                    |                       |         |  |
| N.º                      | Título                      | Compositor(es)                     | Álbum de origem       | Duração |  |
| 1.                       | "Vamos Fugir"               | Gilberto Gil, Liminha              |                       | 4:00    |  |
| 2.                       | "Resposta"                  | Samuel Rosa, Nando Reis            | Siderado (1998)       | 4:03    |  |
| 3.                       | "Supernova"                 | Samuel Rosa, Fausto Fawcett        | Cosmotron (2003)      | 4:37    |  |
| 4.                       | "Um Mais Um"                | Samuel Rosa, Rodrigo F. Leão       |                       | 6:26    |  |
| 5.                       | "Três Lados"                | Samuel Rosa, Chico Amaral          | Maquinarama (2000)    | 3:53    |  |
| 6.                       | "Vou Deixar"                | Samuel Rosa, Chico Amaral          | Cosmotron (2003)      | 4:31    |  |
| 7.                       | "Amores Imperfeitos"        | Samuel Rosa, Chico Amaral          | Cosmotron (2003)      | 4:10    |  |
| 8.                       | "Balada do Amor Inabalável" | Samuel Rosa, Fausto Fawcett        | Maquinarama (2000)    | 3:57    |  |
| 9.                       | "Dois Rios"                 | Samuel Rosa, Lô Borges, Nando Reis | Cosmotron (2003)      | 4:41    |  |
| 10.                      | "Onde Estão?"               | Samuel Rosa, Nando Reis            |                       | 4:03    |  |
| 11.                      | "Ali"                       | Samuel Rosa, Nando Reis            | Maquinarama (2000)    | 5:04    |  |
| 12.                      | "Formato Mínimo"            | Samuel Rosa, Rodrigo F. Leão       | Cosmotron (2003)      | 5:11    |  |
| 13.                      | "Canção Noturna"            | Lelo Zaneti, Chico Amaral          | Maquinarama (2000)    | 3:56    |  |
| 14.                      | "I Want You"                | Bob Dylan                          |                       | 5:03    |  |
| 15.                      | "Garota Nacional"           | Samuel Rosa, Chico Amaral          | O Samba Poconé (1996) | 5:17    |  |
| 16.                      | "É Uma Partida de Futebol"  | Nando Reis, Samuel Rosa            | O Samba Poconé (1996) | 3:56    |  |

## Créditos
Skank
- Samuel Rosa - voz, guitarra e violão
- Henrique Portugal - teclados
- Lelo Zaneti - baixo
- Haroldo Ferretti - bateria

Músicos convidados
- Leandro Ferrari - gaita em "Vamos Fugir"
- Ramiro Musotto - percussão em "Três Lados", "Balada do Amor Inabalável" e "Canção Noturna"
- Paulo Santos - percussão em "Onde Estão?" e "I Want You"
- Marcelo Lobato - vibrafone em "Balada do Amor Inabalável"
- Paschoal Perrotta - arranjo de cordas em "Onde Estão?"
- Cristiano Siqueira Alves, Jaques Morelenbaum - clarinetes em "Onde Estão?"
- Ricardo Taboada - viola em "Onde Estão?"
- Daniel Guedes, José Alves - violinos em "Onde Estão?"
- Márcio Mallard - violoncelo em "Onde Estão?"

Produção
- Skank - produção
- Tom Capone - produção, engenheiro de gravação
- Chico Neves - produção ("Balada do Amor Inabalável")
- Michael Fossenkemper - masterização e mixagem
- Bruno Ferretti, Renato Cipriano - engenheiros de gravação

Design
- Christian & Rob Clayton - capa
- Marcus Barão - projeto gráfico
- Daniela Conolly, Sandro Mesquita - supervisão gráfica

## Certificações e vendas
| Região                                              | Certificação | Unidades/vendas |
| --------------------------------------------------- | ------------ | --------------- |
| Brasil (PMB)                                        | Platina      | - 125.000*      |
| *números de vendas baseados somente na certificação |              |                 |